# Kaio Jorge
Kaio Jorge Pinto Ramos (ur. 24 stycznia 2002 w Olindzie) – brazylijski piłkarz na pozycji napastnika w brazylijskim klubie Cruzeiro. Wychowanek Santosu. Młodzieżowy reprezentant Brazylii.